# Roberto Edmundo Canessa
Roberto Edmundo Canessa (* 19. Juli 1912 in Santiago de María im Departamento Usulután; † 27. Januar 1961 in New Orleans) war ein salvadorianischer Kaffeeproduzent. Von 1950 bis 1954 war er Außenminister El Salvadors.

## Leben
Die Familie von Roberto Edmundo Canessa kultivierte Kaffee in Santiago de María.
1945 war Roberto Edmundo Canessa Vorsitzender der Asociación Cafetalera de El Salvador und initiierte die Gründung der Federación Cafetalera de América (FEDECAME). Dieses erreichte mit 14 Mitgliedern eine Kaffeepreisbindung und zählte, abweichend vom Namen auch Kaffeekartelle aus Afrika zu ihren Mitgliedern.
Von 14. September 1950 bis 10. Dezember 1954 in der Regierung von Óscar Osorio Hernández war Roberto Edmundo Canessa Außenminister.
1956 gründete er die Partido de Acción Nacional, (PAN) und beantragte gegen Oberst José María Lemus López von der PRUD für das Amt des Präsidenten der Republik zu kandidieren.
Der Concejo Central de Elecciones verweigerte Roberto Edmundo Canessa die Eintragung in das Wahlregister zur Präsidentschaft.
In einer Diffamierungskampagne wurde er bezichtigt, Verschwörer und Kommunist zu sein und eine Erbschaft für ein Hospital unterschlagen zu haben. Am 4. September 1960 wurde er von der Polizei verhaftet und ihm durch Schläge eine tödliche Körperverletzung beigebracht.

## Erinnerungskultur
Am 31. Dezember 1963 wurde eine Büste von ihm in ein Santiago de María aufgestellt.